# Vlag van Nederlands-Brazilië
De vlag van Nederlands-Brazilië, ook bekend als de vlag van Nieuw-Holland, was de vlag die door de West-Indische Compagnie werd gebruikt voor de gebieden die onder haar controle stonden in Brazilië van 1630 tot 1654. In deze periode kreeg Brazilië geen eigen vlag en werden alleen de vlaggen van de kolonisatoren of heersers gebruikt.
|  |  |  |

## Geschiedenis

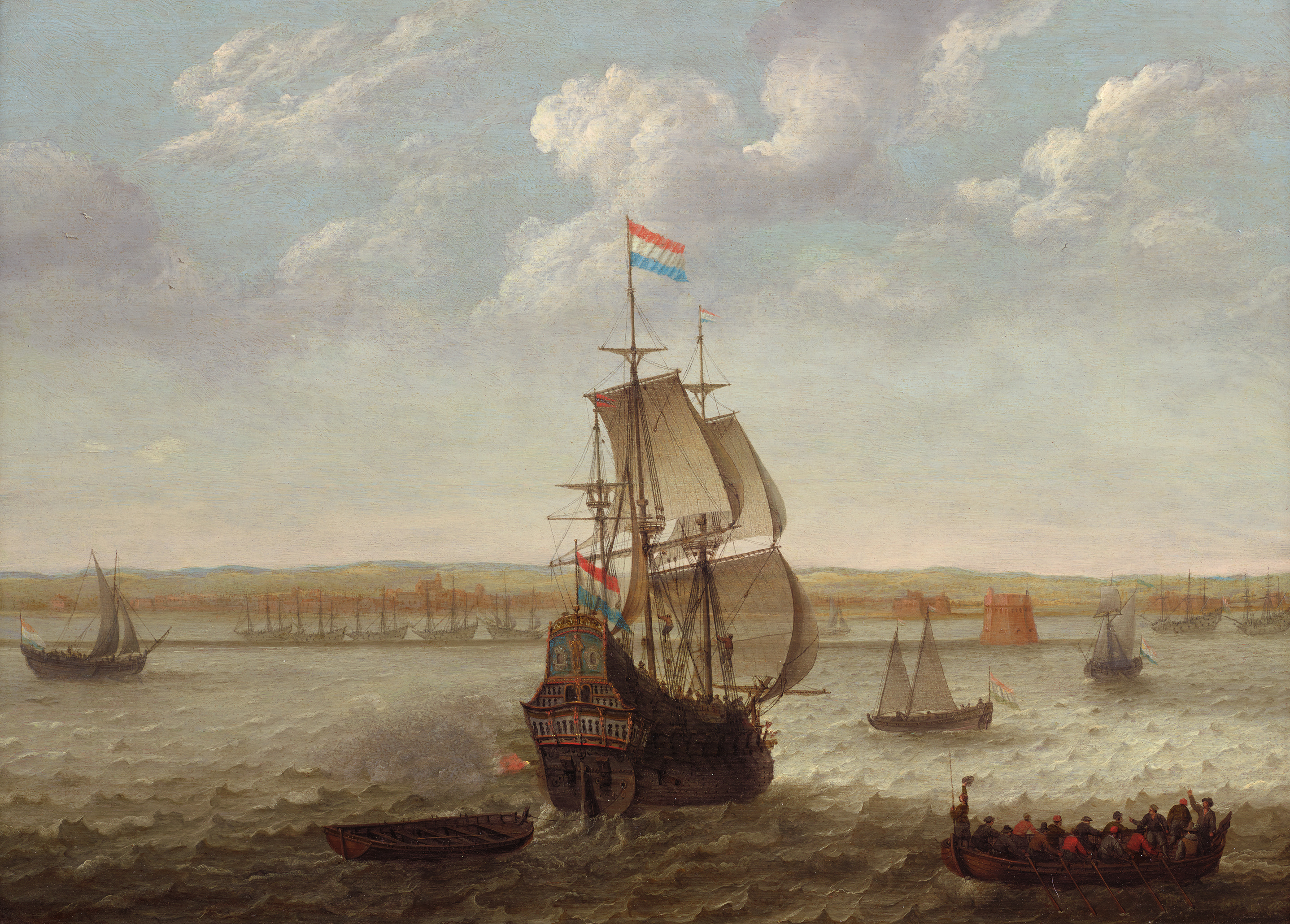
Nederlandse schepen op de rede van Recife door Abraham Willaerts, 1640, met schepen die de Statenvlag voeren.

De veroverde kapittels in Brazilië tijdens de Nederlandse overheersing gebruikten de vlag van de Nederlandse West-Indische Compagnie (Geoctroyeerde West-Indische Compagnie - GWC). Deze vlag bestaat uit de vlag van de Republiek der Zeven Verenigde Nederlanden; drie even hoge banen van rood (of oranje), wit en blauw, met het bedrijfsmonogram (GWC) in het midden.
De variatie van oranje of rood op de vlag is te wijten aan het feit dat de Nederlandse marine tussen 1588 en 1630 altijd de Prinsenvlag voerde, gekleurd in oranje, wit en blauw, en vanaf 1663 altijd de Statenvlag, gekleurd in rood, wit en blauw, waarbij beide varianten van de vlag werden gebruikt in de periode van 1630-1662.
Het is heel goed mogelijk dat de Prinsenvlag en Statenvlag zelf in Brazilië werden gebruikt: in het boek Ambrosij Richszhoffers, braszilianisch- und west indianische Reisze Beschreibung, noteert soldaat Ambrose Richshoffer het gebruik van de Prinsenvlag, en vermeldt hij het gebruik van de kleuren ervan in het vaandeldracht.
In de afbeeldingen die geassocieerd worden met Nederlands-Brazilië, zoals kaarten, gravures, schilderijen van veldslagen, vindt men zelden elementen die specifiek verwijzen naar de West-Indische Compagnie (zoals het monogram van de compagnie), waarbij de vlaggen alleen worden weergegeven door de driekleurige banen. In een paar gravures vindt men een verwijzing naar de compagnie of haar commandanten, door middel van wapenschilden of monogrammen als versiering van de illustraties.
Deze vlaggen hingen op de toppen van forten, op de masten en achterstevens van schepen en werden op het slagveld gehanteerd door de vaendrager. De vlaggen op de masten en achterstevens van schepen werden ook gebruikt om de schepen in de strijd te identificeren, de admiraals en vice-admiraals en zelfs de tactische oriëntatie van een aanval.

## Beschrijving
In het boek Brazões e Bandeiras do Brasil, geschreven door de journalist Clóvis Ribeiro in 1933, werd de vlag van Nederlands Brazilië geïllustreerd door José Wasth Rodrigues en hij bestaat uit drie even hoge banen in de kleuren van de vlag van de Republiek der Zeven Verenigde Nederlanden (rood, wit en blauw) en hij toont het monogram CIMD in het midden van de witte baan en een kroon erboven, op de bovenste baan, beide goudkleurig. Deze afbeelding komt echter niet voor in de referenties die Ribeiro aanhaalt: in de Duitse almanak Der Geöfnete Ritter-Plaz (Hamburg, 1702) staat alleen de driekleurige vlag van de Verenigde Provinciën terwijl in het boek Rerum per octennium in Brasilia (Amsterdam, 1647) van Casparus Barlaeus zijn de Nederlandse vlaggen in de gravures afgebeeld zonder enig opschrift, met uitzondering van plaat #45 (getiteld Quartum prælium Coniovian inter et fluvium Rio Grande), waar een Nederlandse vlag staat met het monogram IM in de cartouche van de illustratie.
Hoewel de vlag van de West-Indische Compagnie relatief goed gedocumenteerd is, zijn er geen gegevens over de driekleurige vlag met het IM- of CIMD-monogram te vinden in vlaggenboeken of vlagschema's die voor de 19e eeuw zijn gepubliceerd. Desondanks heeft het werk van Clovis Ribeiro een dergelijk ontwerp gepopulariseerd als de vlag van Nederlands Brazilië, en het is sindsdien door verschillende auteurs gereproduceerd.

### Nassau's monogram

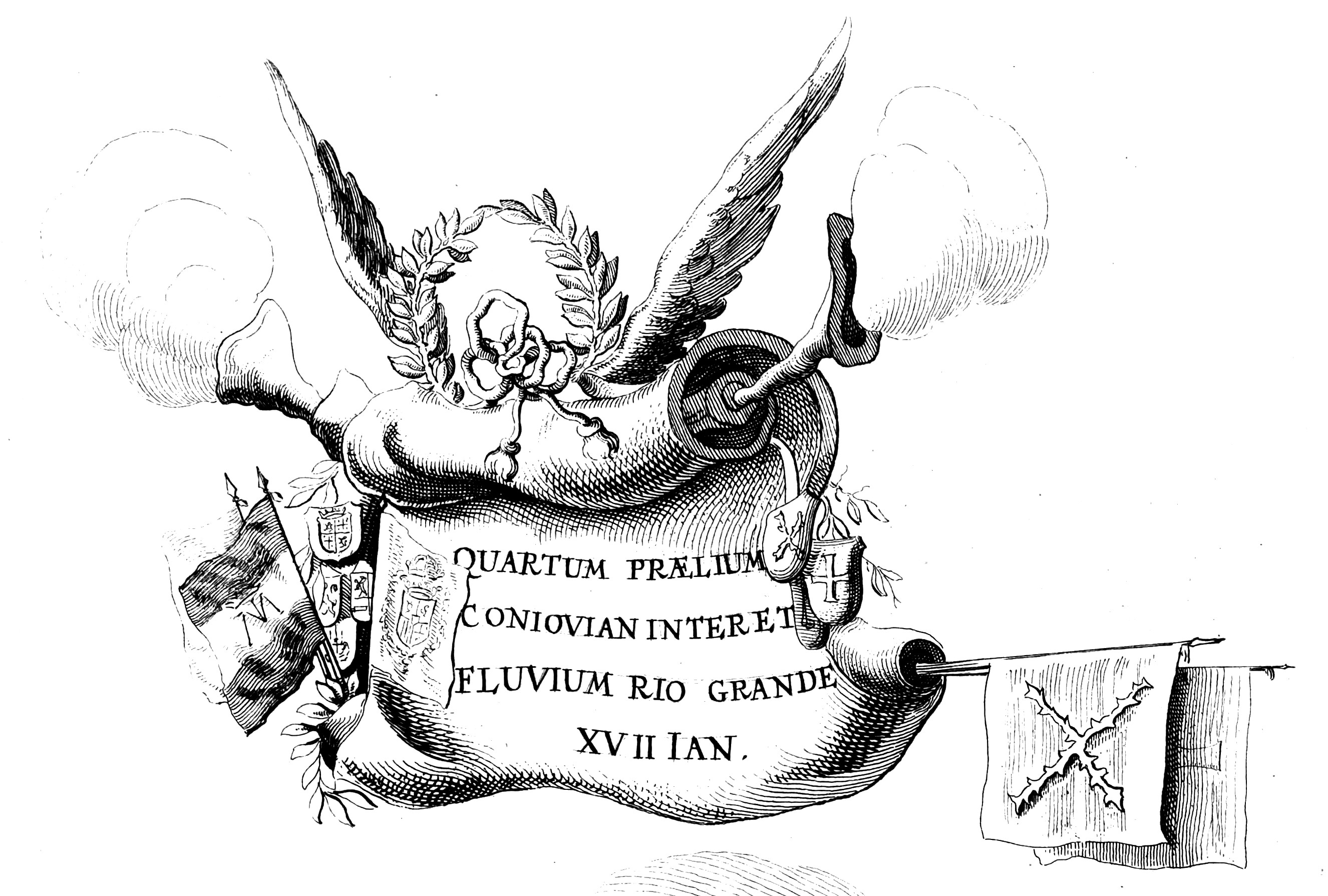
Cartouche van Quartum prælium Coniovian inter et fluvium Rio Grande (Plaat 45 van Rerum per octennium in Brasilia).

Het CIMD-monogram met de gravenkroon staat op het frontispice van Barleu's werk, en wordt in verband gebracht met Johan Maurits van Nassau-Siegen, die van 1637-1644 namens de West-Indische Compagnie regeerde over Nieuw-Nederland.
De exacte betekenis is niet bekend, maar het is zeker dat de initialen IM verwijzen naar Ionannes Mauritius, oftewel Johannes Maurits van Nassau, aangezien ze ook zijn afgebeeld op het schilderij Zwarte Molher van Zacharias Wagener, en op andere voorwerpen, zoals een marmeren stoel die Nassau cadeau heeft gedaan.
Volgens de Duitse archivaris Rolf Nagel staan de "I" en "M" van het monogram voor "IOHANNES MAURITIUS", en duiden ze op de naam van de vlaghouder; terwijl de "C" en "D" zijn persoonlijke eigenschappen "COMES" en "DOMINUS" zijn, en het monogram moet worden gelezen als "COMES IOHANNES MAURITIUS DOMINUS". Een andere plausibele hypothese is dat het monogram "Iohannes Mauritius Comitis Dillenburgum" betekent, d.w.z. "Johannes Maurits, graaf van (Nassau-)Dillenburg", Dillenburg is de geboortestad van Maurits van Nassau. De laatste plaat van Rerum per octennium in Brasilia is gewijd aan de stad Dillenburg en versierd met het wapen van Nassau.
Republiek Juliana · Nederlands-Brazilië · Republiek Piratini